# 蒙塔涅 (特伦托自治省)
蒙塔涅（義大利語：Montagne），曾是意大利特伦托自治省的一个市镇。总面积12平方公里，人口242人，人口密度20.2人/平方公里（2009年）。ISTAT代码为022122。